# Sergi Reina
Sergi Reina (* 3. Oktober 2002) ist ein spanischer Eishockeytorwart, der seit Beginn seiner Karriere beim FC Barcelona in der spanischen Superliga spielt.

## Karriere
Sergi Reina begann seine Karriere als Eishockeyspieler beim FC Barcelona, für dessen erste Mannschaft er als 18-Jähriger in der Saison 2020/21 sein Debüt in der spanischen Superliga gab. Mit den Katalanen wurde er 2022 spanischer Meister.

### International
Für Spanien nahm Reina im Juniorenbereich an den U20-Weltmeisterschaften 2020 und 2022, als er mit der zweitbesten Fangquote und dem zweitbesten Gegentorschnitt des Turniers (jeweils nach dem Italiener Carlo Muraro) zum besten Spieler seiner Mannschaft gewählt wurde, jeweils in der Division II teil.
Im Seniorenbereich stand er erstmals bei der Weltmeisterschaft 2023, als die Iberer erstmals seit 2011 wieder den Aufstieg in die Division I erreichten, in der Division II im spanischen Aufgebot, wurde aber nicht eingesetzt.

## Erfolge und Auszeichnungen
- 2022 Spanischer Meister mit dem FC Barcelona
- 2023 Aufstieg in die Division I, Gruppe B, bei der Weltmeisterschaft der Division II, Gruppe A